# Salakalken
Salakalken este o arie protejată (arie specială de conservare — SAC, sit de importanță comunitară — SCI) din Suedia întinsă pe o suprafață de 269,4 ha, integral pe uscat.

## Localizare
Centrul sitului Salakalken este situat la coordonatele 59°54′37″N 16°34′00″E / 59.9102°N 16.5667°E.

## Înființare
Situl Salakalken a fost declarat sit de importanță comunitară în decembrie 1998 pentru a proteja 2 specii de plante și 1 specie de animale. Situl a fost protejat și ca arie specială de conservare în martie 2011.

## Biodiversitate
Situată în ecoregiunea boreală, aria protejată conține 6 habitate naturale: Pajiști fino-scandinave uscate până la mezice, bogate în specii de altitudine mică, Taiga vestică, Alvar nordic și șisturi calcaroase precambriene, Păduri caducifoliate bătrâne naturale hemiboreale fino-scandinave (Quercus, Tilia, Acer, Fraxinus sau Ulmus) bogate în specii epifite, Pășuni din zone de pădure fino-scandinave, Mlaștini alcaline.
La baza desemnării sitului se află mai multe specii protejate:
- plante (2): Hamatocaulis vernicosus, Saxifraga osloensis
- amfibieni (1): triton cu creastă (Triturus cristatus)